# Угроедский поселковый совет (Краснопольский район)
Угроедский поселковый совет (укр. Угроїдська селищна рада) — входит в состав
Краснопольского района
Сумской области
Украины.
Административный центр поселкового совета находится в 
пгт Угроеды
.

## Населённые пункты совета
- пгт Угроеды
- с. Наумовка
- с. Окоп
- с. Петрушевка